# Fundacja Ulicy Piotrkowskiej
Fundacja Ulicy Piotrkowskiej – fundacja działająca w Łodzi od 1990 roku, skupiająca architektów, plastyków i przedsiębiorców. Jej siedziba mieści się przy ulicy Piotrkowskiej 102. Fundacja Ulicy Piotrkowskiej ma status organizacji pożytku publicznego i można wspierać jej działania 1% podatku. 
Głównymi celami Fundacji Ulicy Piotrkowskiej są:
- przemiana ulicy Piotrkowskiej w deptak i wypromowanie jej jako nowoczesnego centrum miasta z zachowaniem historycznego i kulturowego dziedzictwa,
- powołanie Europejskiego Centrum Rewitalizacji Miast XIX-wiecznych - instytucji koordynującej m.in. proces rewitalizacji centrum Łodzi (największego zabytkowego centrum miejskiego w Polsce),
- działania naukowe, społeczne, edukacyjne, kulturalne i inwestycyjne na rzecz ochrony i promocji przestrzeni łódzkiego centrum miasta i jego rozwoju.

Pierwszym prezesem Zarządu Fundacji Ulicy Piotrkowskiej był prawnik Wojciech Ksawery Gorzuchowski. Następnie do czerwca 2011 jej prezesem był znany łódzki architekt i członek grupy artystycznej Łódź Kaliska, prof. Politechniki Łódzkiej, dr hab. inż. Marek Janiak. W latach 2011-2016 funkcję tę pełnił dr hab. Włodzimierz Adamiak, w latach 2016-2018 prof. Uniwersytetu Łódzkiego, dr hab. Mariusz Sokołowicz, następnie w latach 2018-2019 Wojciech Wycichowski, w latach 2019-2020 Roman Wieszczek, a od 23 lipca 2020 Marta Gorzuchowska. 
Fundacja Ulicy Piotrkowskiej jest od grudnia 2008 roku jedną z kilkunastu łódzkich organizacji pozarządowych współpracujących na rzecz zachowania łódzkiego dziedzictwa kultury materialnej w ramach Ruchu Społecznego "Szacunek dla Łodzi". Od maja 2009 roku FUP jest również jednym z podmiotów założycielskich, współpracujących ze sobą w ogólnopolskiej sieci organizacji pozarządowych w ramach projektu "Wspólna Przestrzeń".

## Historia
Działalność tej organizacji pozarządowej można podzielić na dwa etapy. 
Pierwszy okres przypada na lata 1990 do ok. 1998 r. Można go scharakteryzować jako etap efektywnej współpracy z samorządem lokalnym, którego wynikiem było ożywienie wyludnionej przez okres PRL ulicy Piotrkowskiej. W wyniku działań władz komunistycznych, polegających na znacznym rozbudowaniu strefy zurbanizowanej miasta, pod koniec lat 80. obszar śródmiejski Łodzi był znacząco zdegradowany a miasto silnie zdecentralizowane funkcjonalnie. Celem nadrzędnym Fundacji Ulicy Piotrkowskiej stało się ożywienie Śródmieścia wraz z jego główną ulicą Piotrkowską. Ideą było przyciągnięcie ludzi na Piotrkowską poprzez organizowanie atrakcji ulicznych, co z kolei przyciągnąć miało inwestorów i kapitał prywatny skutkując na koniec poprawą wizerunku przestrzeni miejskiej. Ostatecznie udało się tego dokonać i przez okres lat 90. Piotrkowska była znana jako najsłynniejsza publiczna przestrzeń w Polsce. Wraz z działalnością Fundacji Ulicy Piotrkowskiej trwały prace remontowe na Piotrkowskiej, w tym wymiana części mebli miejskich oraz nawierzchni ulicy. Do działań, które doprowadziły do zmiany sytuacji centralnej ulicy Łodzi, można zaliczyć m.in.: 
- działania na rzecz otwarcia oryginalnych pod względem architektury wnętrz, pierwszych pubów przy ul. Piotrkowskiej, np. Irish Pub, Łódź Kaliska czy Pub Zielińskich;
- organizacja z wielkim rozmachem pionierskich wówczas w skali świata imprez ulicznych, których tematyka wiązała się z artystycznym nawiązaniem do cech morfologicznych przestrzeni łódzkiego śródmieścia oraz samej ulicy Piotrkowskiej;
- organizowanie od samego początku działania Fundacji konkursu na Najlepsze Wnętrze Roku.

Drugi etap działalności FUP przypada na koniec lat 90. i trwający do dzisiaj. W wyniku zmiany polityki wobec ulicy Piotrkowskiej ze strony Biura Promocji łódzkiego Magistratu, pod koniec lat 90. doszło do zahamowania współpracy z Fundacją Ulicy Piotrkowskiej, a tym samym zmniejszenia się ilości imprez ulicznych. Na przełomie XX i XXI wieku pojawiły się dodatkowe czynniki wpływające na spadek atrakcyjności ulicy Piotrkowskiej, w tym m.in. lokalizacja w centrum dużych centrów handlowych oraz wzrost udziału transportu kołowego wśród klientów sklepów i innych lokali handlowych i usługowych. W tym okresie działalność Fundacji Ulicy Piotrkowskiej była ukierunkowana po pierwsze na utrzymanie jak największej ilości imprez na ul. Piotrkowskiej i promujących ją wydarzeń, w tym konkursów, po drugie natomiast dotyczyła opiniowania, opracowywania i propagowania materiałów fachowych dotyczących rewitalizacji obszarów centralnych, ochrony coraz bardziej zagrożonych i niszczonych łódzkich zabytków, a także zwiększania świadomości mieszkańców w zakresie dziedzictwa kulturowego Łodzi. Od 2008 roku Fundacja – wspólnie z innymi łódzkim i polskimi organizacjami pozarządowymi, działającymi na rzecz ochrony i zrównoważonego rozwoju przestrzeni miejskiej – angażuje się w projekty, których celem jest promocja, ochrona i zrównoważony rozwój centrum Łodzi, a także wzrost udziału mieszkańców w planowaniu przestrzennym. 
Wybrane działania:
- Od 1990 Fundacja organizuje doroczny konkurs na Najlepsze Wnętrze Roku.
- Znanym przedsięwzięciem jest Pomnik Łodzian Przełomu Tysiącleci.
- W 2005 roku Fundacja podjęła się budowy definicji tożsamości Łodzi – zorganizowała konferencję, pt. "Tożsamość miasta - łódzkie wyzwanie". Trzy lata później, w 185. rocznicę nadania ulicy Piotrkowskiej jej nazwy, Fundacja zorganizowała zbieranie podpisów pod Łódzką Deklaracją Tożsamości, pod którą podpisały się tysiące łodzian, zobowiązując się m.in. do ochrony zabytków przed bezmyślnym ich niszczeniem. 185-metrowe płótno z podpisami znajduje się obecnie w Centralnym Muzeum Włókiennictwa w Łodzi.
- Organizacja Święta Łodzi.
- Regaty Ulicy Piotrkowskiej, nawiązujące do słynnych regat Oxford - Cambridge. W 2009 roku odbyły się Pierwsze Akademickie Ogólnopolskie Regaty Ulicy Piotrkowskiej, w których wzięły udział uczelnie z Łodzi, Warszawy, Krakowa, Bydgoszczy i Gliwic.
- Konkurs Fotograficzny "Potęga Łodzi - Power of Lódź".
- 17 maja 2008 - ustawienie na ul. Piotrkowskiej pionowego obelisku upamiętniającego 185. rocznicę przemianowania starego traktu piotrkowskiego na ulicę Piotrkowską. Każdy pręt (obelisku) o grubości 1 cm symbolizuje jeden rok od tego wydarzenia. 17 maja 2009 dobudowano kolejny pręt, sprawiając, że obelisk mierzy 186 cm.[5]
- Od 2008 do 2009 - Aktywny udział w posiedzeniach tzw. "Sztabu Piotrkowska" - specjalnego zespołu powołanego przez Prezydenta Łodzi w celu wypracowania Strategii Rozwoju Ulicy Piotrkowskiej. W 2009 roku Fundacja przewodniczyła Komisji ds. Architektoniczno-Urbanistycznych i Plastycznych "Sztabu Piotrkowska", dzięki czemu powstał dokument, pt. "Zalecenia Architektoniczno-Urbanistyczne" dla realizacji zadań operacyjnych i programów rewitalizacyjnych przyjętej w 2009 roku przez Radę Miejską w Łodzi "Strategii Rozwoju Ulicy Piotrkowskiej".
- W grudniu 2008 roku Fundacja zorganizowała w pubie Łódź Kaliska konferencję medialną, na której oficjalnie powołano Ruch Społeczny "Szacunek dla Łodzi", w którym na rzecz ochrony łódzkich zabytków współpracuje kilkanaście łódzkich organizacji pozarządowych.
- Marzec 2009 - prezentacja referatu na temat "Parków Kulturowych Jako Narzędzia Zintegrowanej Rewitalizacji Obszarów Centralnych Łodzi" podczas posiedzenia Nadzwyczajnej Sesji Rady Miejskiej dot. problematyki rewitalizacji miasta. Fundacja Ulicy Piotrkowskiej w ramach Ruchu Społecznego Szacunek dla Łodzi była współorganizatorem tego wydarzenia, na które zaproszono mieszkańców Łodzi.
- Maj 2009 - zorganizowanie w gmachu nowego oddziału Muzeum Sztuki w Łodzi założycielskiego I Zjazdu Ogólnopolskiego Ruchu Społecznego "Wspólna Przestrzeń", w którym wzięli udział przedstawiciele organizacji pozarządowych m.in. z Lublina, Wrocławia, Krakowa i Warszawy.
- Szereg aktywnych, publicznych działań mających na celu ochronę prawną łódzkich zabytków, m.in. fabryki Richtera, fabryki Ossera, fabryki Geyera, fabryki Biedermanna, zabytków techniki, np. bocznic kolejowych, zajezdni tramwajowych na Brusie i tzw. "Dąbrowskiego", domów i kamienic, willi i budynków użyteczności publicznej, zabudowy dworców kolejowych, układów urbanistycznych, m.in. Nowego Miasta, Osady Łódka, Dzielnicy Wiązowa i innych. Dzięki stanowczemu domaganiu się zwiększenia wpisów do rejestru zabytków, prawną ochroną zostały objęte m.in. zajezdnia tramwajowa "Dąbrowskiego", fabryka Richtera czy np. Resursa Rzemieślnicza przy ul. Kilińskiego 123 i XIX-wieczny dom przy ul. Kilińskiego 83. Od czerwca 2009 roku trwają także starania, mające na celu zwiększenie ilości miejscowych planów zagospodarowania przestrzennego dla terenu Łodzi, oraz ujawniane są na bieżąco nieprawidłowości zagrażające łódzkiemu dziedzictwu kulturowemu, m.in. poprzez monitoring prac nad projektem Studium Uwarunkowań i Kierunków Zagospodarowania Przestrzennego Miasta Łodzi.